# Aire d'attraction de Saint-Louis
L'aire d'attraction de Saint-Louis est un zonage d'étude défini par l'Insee pour caractériser l'influence de la commune de Saint-Louis sur les communes environnantes. Publiée en octobre 2020, elle se substitue à l'aire urbaine de Saint-Louis, qui comportait 1 commune dans le zonage de 2010.

### Carte

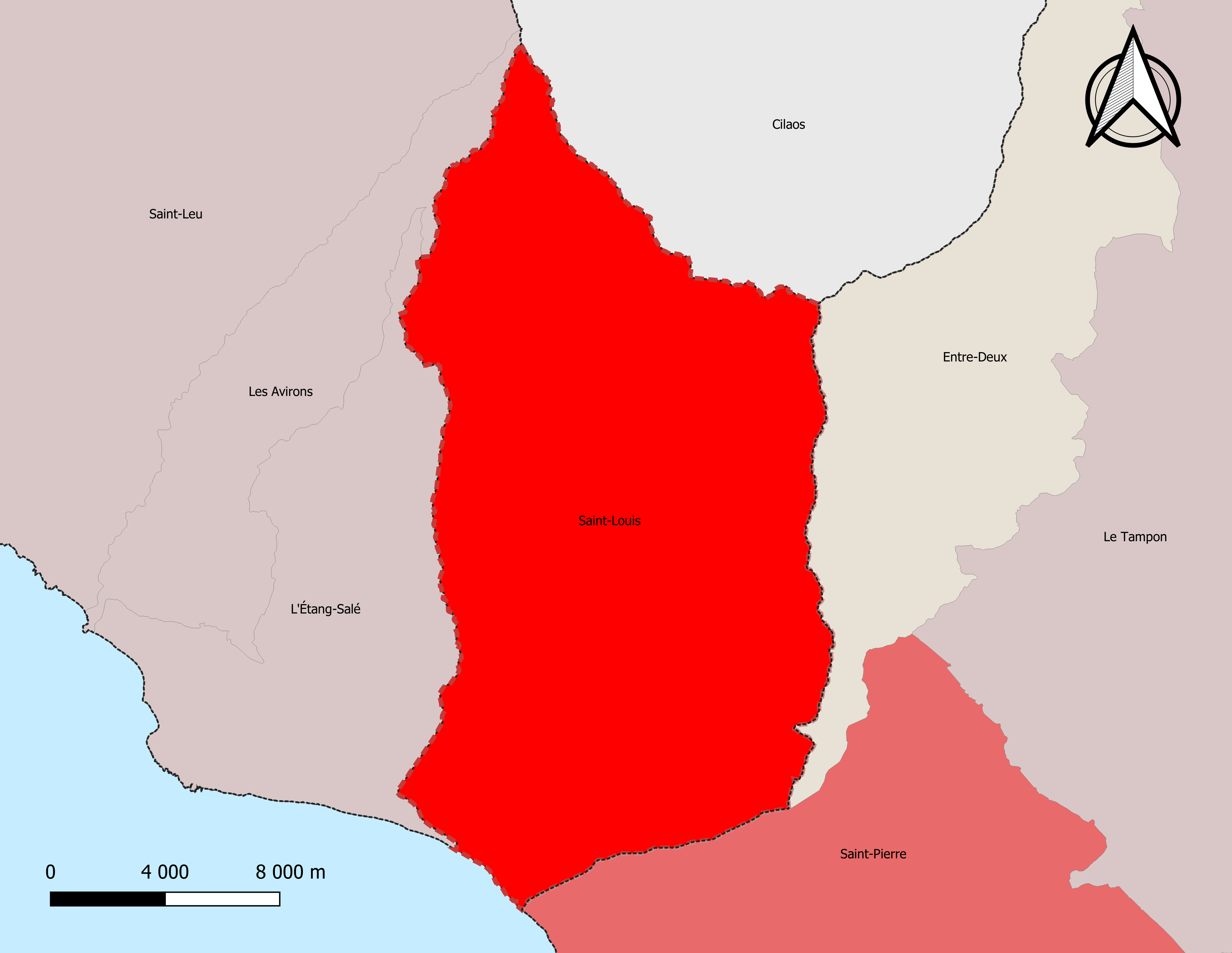
Carte de l'aire d'attraction de Saint-Louis.
Commune-centre
Commune du pôle principal
Commune de la couronne

## Définition
L'aire d'attraction d'une ville est composée d'un pôle, défini à partir de critères de population et d'emploi ainsi que d'une couronne constituée des communes dont au moins 15 % des actifs travaillent dans le pôle. Le pôle d'attraction constitue ainsi un point de convergence des déplacements domicile-travail,.

## Géographie
L'aire d'attraction de Saint-Louis est une aire intra-départementale qui comporte 1 commune dans La Réunion. 

### Composition communale
| Nom         | Code Insee | Département | Statut         | Superficie (km2) | Population (dernière pop. légale) | Densité (hab./km2) | Modifier                                    |
| ----------- | ---------- | ----------- | -------------- | ---------------- | --------------------------------- | ------------------ | ------------------------------------------- |
| Saint-Louis | 97414      | La Réunion  | commune-centre | 98,90            | 54 478 (2022)                     | 551                | modifier les données · modifier les données |

## Démographie
Cette aire est catégorisée dans les aires de 50 000 à moins de 200 000 habitants, une catégorie qui regroupe 18,4 % de la population au niveau national.